# Рыбница (приток Исаковы)
Рыбница — река в России, протекает в Республике Коми.
Протекает по территории муниципального района Печора. Впадает в реку Исакову в 39 км от её устья по левому берегу. Длина реки составляет 36 км. На реке расположены посёлки Рыбница и Талый.

## Данные водного реестра
По данным государственного водного реестра России относится к Двинско-Печорскому бассейновому округу, водохозяйственный участок реки — Печора от водомерного поста у посёлка Шердино до впадения реки Уса, речной подбассейн реки — бассейны притоков Печоры до впадения Усы. Речной бассейн реки — Печора.
По данным геоинформационной системы водохозяйственного районирования территории РФ, подготовленной Федеральным агентством водных ресурсов:
- Код водного объекта в государственном водном реестре — 03050100212103000064327
- Код по гидрологической изученности (ГИ) — 103006432
- Код бассейна — 03.05.01.002
- Номер тома по ГИ — 03
- Выпуск по ГИ — 0